# A világ legforgalmasabb repülőterei utasszám alapján
A világ legforgalmasabb repülőtereit az utasforgalom alapján a Nemzetközi Repülőterek Tanácsa által megadott összes utasszám alapján mérik, amely a következő meghatározás szerint alakul: a beszállt utasok száma plusz a leszállt utasok száma plusz a közvetlen átszálló utasok száma. A világ legforgalmasabb repülőtere a Georgia állambeli Atlanta metropoliszában található Hartsfield-Jackson Atlanta nemzetközi repülőtér, amely 1998 óta minden évben a világ legforgalmasabb repülőtere volt, kivéve 2020-ban, amikor a COVID-19 világjárvány miatti utazási korlátozások miatt egy évre visszaesett az utasforgalma. 2021-ben Atlanta visszaszerezte az első helyet, és azóta is tartja. Alternatívaként London rendelkezik a világ legforgalmasabb városi repülőtérrendszerével az utasszám alapján.
2023-tól az Amerikai Egyesült Államokban van a legtöbb repülőtér a top 50-es listán, 16, köztük öt az első 10-ben. Négy másik országnak van legalább két repülőtere a top 50-ben: Kínának 10, míg Indiának, Spanyolországnak és az Egyesült Királyságnak egyenként kettő. A régiókat tekintve Észak-Amerikának 18 repülőtere van a top 50-ben, ezt követi Kelet-Ázsia 12, Európa nyolc, Délkelet-Ázsia hat, Nyugat-Ázsia három, Dél-Ázsia két, Dél-Amerika pedig egy repülőtérrel. 

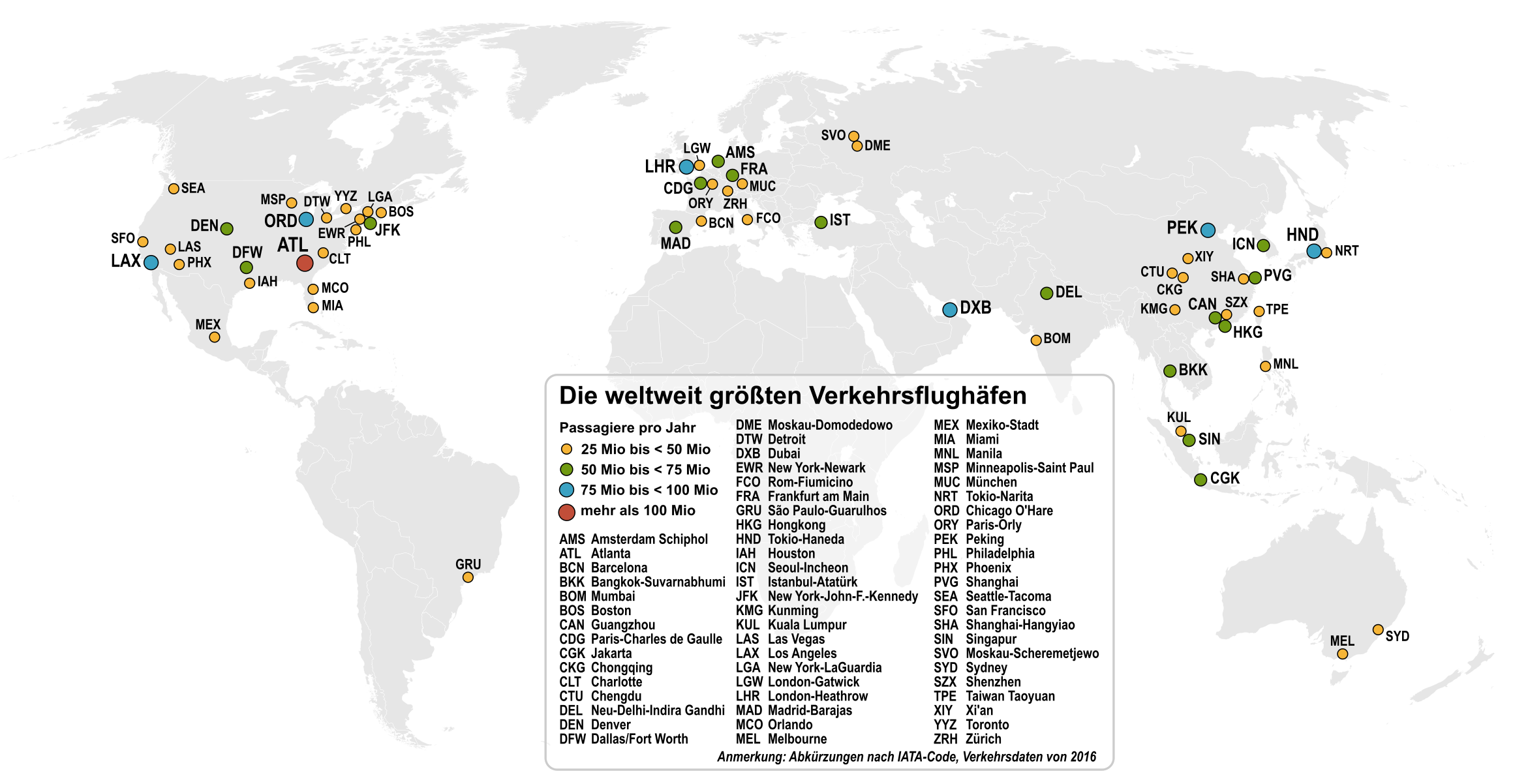
A világ legforgalmasabb repülőterei

## 2024-es statisztika
| Helyezés | Repülőtér                                     | Hely                                 | Ország                    | IATA/ICAO kód | Utasszám    | Helyezés változása | Százalékos változás |
| -------- | --------------------------------------------- | ------------------------------------ | ------------------------- | ------------- | ----------- | ------------------ | ------------------- |
| 01.      | Hartsfield–Jackson nemzetközi repülőtér       | Atlanta, Georgia                     | Amerikai Egyesült Államok | ATL/KATL      | 108 067 766 | Állandó            | 03,3%               |
| 02.      | Dubaji nemzetközi repülőtér                   | Garhoud, Dubaj, Dubaj                | Egyesült Arab Emírségek   | DXB/OMDB      | 092 300 000 | Állandó            | 06,2%               |
| 03.      | Dallas/Fort Worth nemzetközi repülőtér        | Dallas–Fort Worth, Texas             | Amerikai Egyesült Államok | DFW/KDFW      | 087 817 864 | Állandó            | 07,4%               |
| 04.      | Haneda nemzetközi repülőtér                   | Ōta, Tokió                           | Japán                     | HND/RJTT      | 085 000     | 01                 | 08,0%               |
| 05.      | Heathrow repülőtér                            | Hillingdon, London                   | Egyesült Királyság        | LHR/EGLL      | 083 860 000 | 01                 | 05,9%               |
| 06.      | Denveri nemzetközi repülőtér                  | Denver, Colorado                     | Amerikai Egyesült Államok | DEN/KDEN      | 082 358 744 | Állandó            | 05,8%               |
| 07.      | Isztambuli repülőtér                          | Arnavutköy, Isztambul                | Törökország               | IST/LTFM      | 079 988 272 | Állandó            | 03,9%               |
| 08.      | Indira Gandhi nemzetközi repülőtér            | Palam, Delhi                         | India                     | DEL/VIDP      | 077 820 834 | 02                 | 07,8%               |
| 09.      | Sanghaj-Putungi nemzetközi repülőtér          | Putung, Sanghaj                      | Kína                      | PVG/ZSPD      | 076 798 000 | 12                 | 41,0%               |
| 10.      | Los Angeles-i nemzetközi repülőtér            | Los Angeles, Kalifornia              | Amerikai Egyesült Államok | LAX/KLAX      | 076 587 980 | 02                 | 02,0%               |
| 11.      | Kuangcsou-Pajjüni nemzetközi repülőtér        | Baiyun-Huadu, Kanton, Kuangtung      | Kína                      | CAN/ZGGG      | 076 345 000 | 01                 | 20,9%               |
| 12.      | O’Hare nemzetközi repülőtér                   | Chicago, Illinois                    | Amerikai Egyesült Államok | ORD/KORD      | TBU         | 03                 | TBU                 |
| 13.      | Incshoni nemzetközi repülőtér                 | Jung District, Incheon               | Dél-Korea                 | ICN/RKSI      | 070 669 246 | 07                 | 26,7%               |
| 14.      | Charles de Gaulle repülőtér                   | Roissy-en-France, Île-de-France      | Franciaország             | CDG/LFPG      | 070 290 260 | 03                 | 04,3%               |
| 15.      | Szingapúr-Changi repülőtér                    | Changi, East Region                  | Szingapúr                 | SIN/WSSS      | 067 700 000 | 02                 | 14,8%               |
| 16.      | Pekingi nemzetközi repülőtér                  | Chaoyang-Shunyi, Peking              | Kína                      | PEK/ZBAA      | 067 380 000 | 07                 | 27,4%               |
| 17.      | Amszterdam-Schiphol repülőtér                 | Haarlemmermeer, North Holland        | Hollandia                 | AMS/EHAM      | 066 828 453 | 03                 | 08,0%               |
| 18.      | Adolfo Suárez Madrid–Barajas repülőtér        | Madrid, Barajas                      | Spanyolország             | MAD/LEMD      | 066 196 984 | 03                 | 09,9%               |
| 19.      | John Fitzgerald Kennedy nemzetközi repülőtér  | Queens, New York, New York           | Amerikai Egyesült Államok | JFK/KJFK      | 063 265 984 | 06                 | 01,9%               |
| 20.      | Sencsen-Paoani nemzetközi repülőtér           | Bao'an, Sencsen, Kuangtung           | Kína                      | SZX/ZGSZ      | 061 280 000 | 04                 | 16,6%               |
| 21.      | Szuvarnabhumi nemzetközi repülőtér            | Racha Thewa, Bangkok                 | Thaiföld                  | BKK/VTBS      | 059 999 324 | 05                 | 16,1%               |
| 22.      | Frankfurti repülőtér                          | Frankfurt, Hesse                     | Németország               | FRA/EDDF      | 059 359 539 | 06                 | 03,7%               |
| 23.      | Charlotte Douglas nemzetközi repülőtér        | Charlotte, Észak-Karolina            | Amerikai Egyesült Államok | CLT/KCLT      | 058 811 725 | 01                 | 10,0%               |
| 24.      | Harry Reid nemzetközi repülőtér               | Las Vegas, Nevada                    | Amerikai Egyesült Államok | LAS/KLAS      | 058 447 782 | 05                 | 01,4%               |
| 25.      | Orlandói nemzetközi repülőtér                 | Orlando, Florida                     | Amerikai Egyesült Államok | MCO/KMCO      | 057 211 628 | 07                 | 00,9%               |
| 26.      | Kuala Lumpur nemzetközi repülőtér             | Sepang, Selangor                     | Malajzia                  | KUL/WMKK      | 057 044 869 | TBU                | 20,7%               |
| 27.      | Miami nemzetközi repülőtér                    | Miami-Dade County, Florida           | Amerikai Egyesült Államok | MIA/KMIA      | 056 000     | TBU                | 06,8%               |
| 28.      | Josep Tarradellas Barcelona-El Prat repülőtér | Katalónia, El Prat de Llobregat      | Spanyolország             | BCN/LEBL      | 055 034 955 | TBU                | 10,3%               |
| 29.      | Csengtu Tianfu nemzetközi repülőtér           | Jianyang, Csengtu, Szecsuan          | Kína                      | TFU/ZUTF      | 054 890 000 | TBU                | 22,6%               |
| 30.      | Soekarno–Hatta nemzetközi repülőtér           | Tangerang, Banten                    | Indonézia                 | CGK/WIII      | 054 809 500 | TBU                | 11,7.%              |
| 31.      | Cshatrapati Sivádzsi nemzetközi repülőtér     | Santacruz-Sahar, Mumbai, Maharashtra | India                     | BOM/VABB      | 054 800 000 | TBU                | 06,3%               |
| 32.      | Hongkongi nemzetközi repülőtér                | Chek Lap Kok, New Territories        | Hongkong                  | HKG/VHHH      | 053 100 000 | TBU                | 34,3%               |
| 33.      | Hamad nemzetközi repülőtér                    | Doha                                 | Katar                     | DOH/OTHH      | 052 700 000 | TBU                | 14,8%               |
| 34.      | Seattle–Tacoma nemzetközi repülőtér           | SeaTac, Washington                   | Amerikai Egyesült Államok | SEA/KSEA      | 052 600 000 | TBU                | 03,4%               |
| 35.      | Phoenix Sky Harbor nemzetközi repülőtér       | Phoenix, Arizona                     | Amerikai Egyesült Államok | PHX/KPHX      | 052 325 266 | TBU                | 17,9%               |
| 36.      | San Franciscó-i nemzetközi repülőtér          | San Mateo megye, Kalifornia          | Amerikai Egyesült Államok | SFO/KSFO      | 052 288 098 | TBU                | 04,1%               |
| 37.      | Ninoy Aquino nemzetközi repülőtér             | Pasay/Parañaque, Manila              | Fülöp-szigetek            | MNL/RPLL      | 050 100 000 | TBU                | 10,4%               |
| 38.      | Peking-Tahszingi nemzetközi repülőtér         | Daxing District, Peking              | Kína                      | PKX/ZBAD      | 049 430 000 | New entry          | 25,4%               |
| 39.      | Róma-Fiumicino nemzetközi repülőtér           | Róma, Lazio                          | Olaszország               | FCO/LIRF      | 049 203 734 | TBU                | 21,4%               |
| 40.      | Abdul-Aziz király nemzetközi repülőtér        | Dzsidda                              | Szaúd-Arábia              | JED/OEJN      | 049 100 000 | TBU                | 15,0%               |
| 41.      | Newark Liberty nemzetközi repülőtér           | Newark, New Jersey                   | Amerikai Egyesült Államok | EWR/KEWR      | 048 853 370 | TBU                | 00,5%               |
| 42.      | Csungking Csiangpej nemzetközi repülőtér      | Csungking                            | Kína                      | CKG/ZUCK      | 048 660 000 | TBU                | 09,0%               |
| 43.      | George Bush interkontinentális repülőtér      | Houston, Texas                       | Amerikai Egyesült Államok | IAH/KIAH      | 048 400 000 | TBU                | 04,8%               |
| 44.      | Hangcsou Hsziaosan nemzetközi repülőtér       | Hangcsou, Csöcsiang                  | Kína                      | HGH/ZSHC      | 048 050 000 | TBU                | 16,7%               |
| 45.      | Sanghaj-Hungcsiaói nemzetközi repülőtér       | Sanghaj                              | Kína                      | SHA/ZSSS      | 047 970 000 | TBU                | 12,9%               |
| 46.      | Kunming-Csangsuji nemzetközi repülőtér        | Kunming, Jünnan                      | Kína                      | KMG/ZPPP      | 047 140 000 | TBU                | 12,1%               |
| 47.      | Hszian-Hszienjangi nemzetközi repülőtér       | Hszian, Senhszi                      | Kína                      | XIY/ZLXY      | 047 030 000 | TBU                | 13,7%               |
| 48.      | El Dorado nemzetközi repülőtér                | Bogotá                               | Kolumbia                  | BOG/SKBO      | 045 816 050 | New entry          | 16,0%               |
| 49.      | Benito Juárez nemzetközi repülőtér            | Venustiano Carranza, Mexico City     | Mexikó                    | MEX/MMMX      | 045 359 500 | TBU                | 06,2%               |
| 50.      | Toronto Pearson nemzetközi repülőtér          | Mississauga, Ontario                 | Kanada                    | YYZ/CYYZ      | TBU         | TBU                | TBU                 |

## 2019-es statisztika
A világ 50 legforgalmasabb repülőtere utasszám alapján:
| Helyezés | Repülőtér                                                  | Hely                                                        | Ország                    | IATA/ICAO kód | Utasszám    | Helyezés változása                        | Százalékos változás                       |
| -------- | ---------------------------------------------------------- | ----------------------------------------------------------- | ------------------------- | ------------- | ----------- | ----------------------------------------- | ----------------------------------------- |
| 1.       | Hartsfield–Jackson nemzetközi repülőtér                    | Atlanta, Georgia                                            | Amerikai Egyesült Államok | ATL/KATL      | 110 531 300 | 0                                         | 2,9%                                      |
| 2.       | Pekingi nemzetközi repülőtér                               | Csaojang-Shunyi, Peking                                     | Kína                      | PEK/ZBAA      | 100 011 438 | 0                                         | 1,0%                                      |
| 3.       | Los Angeles-i nemzetközi repülőtér                         | Los Angeles, Kalifornia                                     | Amerikai Egyesült Államok | LAX/KLAX      | 88 068 013  | 1                                         | 0,6%                                      |
| 4.       | Dubaji nemzetközi repülőtér                                | Garhoud, Dubaj                                              | Egyesült Arab Emírségek   | DXB/OMDB      | 86 396 757  | 1                                         | 3,1%                                      |
| 5.       | Haneda nemzetközi repülőtér                                | Óta, Tokió                                                  | Japán                     | HND/RJTT      | 85 505 054  | 0                                         | 1,7%                                      |
| 6.       | O’Hare nemzetközi repülőtér                                | Chicago, Illinois                                           | Amerikai Egyesült Államok | ORD/KORD      | 84 372 618  | 0                                         | 1,2%                                      |
| 7.       | London-Heathrow-i repülőtér                                | Hillingdon, London                                          | Egyesült Királyság        | LHR/EGLL      | 80 888 305  | 0                                         | 1,0%                                      |
| 8.       | Sanghaj-Putungi nemzetközi repülőtér                       | Putung, Sanghaj                                             | Kína                      | PVG/ZSPD      | 76 153 455  | 1                                         | 2,9%                                      |
| 9.       | Párizs-Charles de Gaulle repülőtér                         | Roissy-en-France, Île-de-France (Párizs)                    | Franciaország             | CDG/LFPG      | 76 150 009  | 1                                         | 5,4%                                      |
| 10.      | Dallas/Fort Worth nemzetközi repülőtér                     | Dallas-Fort Worth, Texas                                    | Amerikai Egyesült Államok | DFW/KDFW      | 75 066 956  | 5                                         | 8,6%                                      |
| 11.      | Kuangcsou-Pajjüni nemzetközi repülőtér                     | Baiyun-Huadu, Kanton, Kuangtung                             | Kína                      | CAN/ZGGG      | 73 378 475  | 2                                         | 5,2%                                      |
| 12.      | Amszterdam-Schiphol repülőtér                              | Haarlemmermeer, Észak-Holland                               | Hollandia                 | AMS/EHAM      | 71 706 999  | 1                                         | 0,9%                                      |
| 13.      | Hongkongi nemzetközi repülőtér                             | Cheklápkók (Chek Lap Kok), Szigetek, Új területek, Hongkong | Kína                      | HKG/VHHH      | 71 415 245  | 5                                         | 4,2%                                      |
| 14.      | Incshon (Incheon)i nemzetközi repülőtér                    | Incshon (Incheon)                                           | Dél-Korea                 | ICN/RKSI      | 71 204 153  | 2                                         | 4,2%                                      |
| 15.      | Frankfurti repülőtér                                       | Frankfurt am Main, Hessen                                   | Németország               | FRA/EDDF      | 70 556 072  | 1                                         | 1,5%                                      |
| 16.      | Denveri nemzetközi repülőtér                               | Denver, Colorado                                            | Amerikai Egyesült Államok | DEN/KDEN      | 69 015 703  | 4                                         | 7,0%                                      |
| 17.      | Indira Gandhi nemzetközi repülőtér                         | Delhi                                                       | India                     | DEL/VIDP      | 68 490 731  | 5                                         | 2,0%                                      |
| 18.      | Szingapúr-Changi repülőtér                                 | Changi, Keleti régió                                        | Szingapúr                 | SIN/WSSS      | 68 283 000  | 1                                         | 4,0%                                      |
| 19.      | Szuvarnabhumi nemzetközi repülőtér                         | Bang Phli, Szamutprakan                                     | Thaiföld                  | BKK/VTBS      | 65 421 844  | 2                                         | 3,2%                                      |
| 20.      | John Fitzgerald Kennedy nemzetközi repülőtér               | Queens, New York, New York                                  | Amerikai Egyesült Államok | JFK/KJFK      | 62 551 072  | 2                                         | 1,5%                                      |
| 21.      | Kuala Lumpur nemzetközi repülőtér                          | Sepang, Selangor                                            | Malajzia                  | KUL/WMKK      | 62 336 469  | 2                                         | 3,9%                                      |
| 22.      | Adolfo Suárez Madrid-Barajas repülőtér                     | Barajas, Madrid                                             | Spanyolország             | MAD/LEMD      | 61 707 469  | 2                                         | 6,6%                                      |
| 23.      | San Franciscó-i nemzetközi repülőtér                       | San Mateo, Kalifornia                                       | Amerikai Egyesült Államok | SFO/KSFO      | 57 418 574  | 2                                         | 0,6%                                      |
| 24.      | Csengtu-Suangliu (Chengdu-Shuangliu)i nemzetközi repülőtér | Suangliu (Shuangliu)-Vuhou (Wuhou), Csengtu, Szecsuan       | Kína                      | CTU/ZUUU      | 55 858 552  | 2                                         | 5,5%                                      |
| 25.      | Soekarno–Hatta nemzetközi repülőtér                        | Tangerang, Banten                                           | Indonézia                 | CGK/WIII      | 54 496 625  | 7                                         | 17,0%                                     |
| 26.      | Sencsen-Paoani nemzetközi repülőtér                        | Bao'an, Sencsen, Kuangtung                                  | Kína                      | SZX/ZGSZ      | 52 931 925  | 6                                         | 7,3%                                      |
| 27.      | Barcelona–El Prat repülőtér                                | Barcelona                                                   | Spanyolország             | BCN/LEBL      | 52 663 623  | 0                                         | 5,0%                                      |
| 28.      | Isztambuli repülőtér                                       | Arnavutköy, Isztambul                                       | Törökország               | IST/LTBA      | 52 192 629  | Új repülőtér az Atatürk repülőtér helyett | Új repülőtér az Atatürk repülőtér helyett |
| 29.      | Seattle–Tacoma nemzetközi repülőtér                        | SeaTac, Washington                                          | Amerikai Egyesült Államok | SEA/KSEA      | 51 829 239  | 0                                         | 4,0%                                      |
| 30.      | Harry Reid nemzetközi repülőtér                            | Las Vegas, Nevada                                           | Amerikai Egyesült Államok | LAS/KLAS      | 51 691 066  | 0                                         | 3,7%                                      |
| 31.      | Orlandói nemzetközi repülőtér                              | Orlando, Florida                                            | Amerikai Egyesült Államok | MCO/KMCO      | 50 613 072  | 3                                         | 6,1%                                      |
| 32.      | Toronto Pearson nemzetközi repülőtér                       | Mississauga, Ontario                                        | Kanada                    | YYZ/CYYZ      | 50 496 804  | 1                                         | 2,0%                                      |
| 33.      | Benito Juárez nemzetközi repülőtér                         | Venustiano Carranza, Mexikóváros                            | Mexikó                    | MEX/MMMX      | 50 308 049  | 0                                         | 5,5%                                      |
| 34.      | Charlotte Douglas nemzetközi repülőtér                     | Charlotte, Észak-Karolina                                   | Amerikai Egyesült Államok | CLT/KCLT      | 50 168 783  | 3                                         | 8,0%                                      |
| 35.      | Seremetyjevói nemzetközi repülőtér                         | Khimki, Moscow Oblast                                       | Oroszország               | SVO/UUEE      | 49 932 752  | 6                                         | 8,9%                                      |
| 36.      | Taojüan nemzetközi repülőtér                               | Dayuan, Taojüan                                             | Tajvan                    | TPE/RCTP      | 48 689 372  | 0                                         | 4,6%                                      |
| 37.      | Kunming-Csangsuji nemzetközi repülőtér                     | Guandu, Kunming, Yunnan                                     | Kína                      | KMG/ZPPP      | 48 076 238  | 2                                         | 2,1%                                      |
| 38.      | Müncheni repülőtér                                         | Freising, Bajorország                                       | Németország               | MUC/EDDM      | 47 941 348  | 0                                         | 3,7%                                      |
| 39.      | Ninoy Aquino nemzetközi repülőtér                          | Pasay/Parañaque, Metro Manila                               | Fülöp-szigetek            | MNL/RPLL      | 47 898 046  | 3                                         | 6,4%                                      |
| 40.      | Hszian-Hszienjangi nemzetközi repülőtér                    | Weicheng, Xianyang, Senhszi                                 | Kína                      | XIY/ZLXY      | 47,220,547  | 5                                         | 5,6%                                      |
| 41.      | Cshatrapati Sivádzsi nemzetközi repülőtér                  | Mumbai, Mahárástra                                          | India                     | BOM/VABB      | 47 055 740  | 13                                        | 5,7%                                      |
| 42.      | London–Gatwick repülőtér                                   | Crawley, West Sussex                                        | Egyesült Királyság        | LGW/EGKK      | 46 576 473  | 3                                         | 0,3%                                      |
| 43.      | Newark Liberty nemzetközi repülőtér                        | Newark, New Jersey                                          | Amerikai Egyesült Államok | EWR/KEWR      | 46 336 452  | 3                                         | 1,1%                                      |
| 44.      | Phoenix Sky Harbor nemzetközi repülőtér                    | Phoenix, Arizona                                            | Amerikai Egyesült Államok | PHX/KPHX      | 46 287 790  | 0                                         | 3,0%                                      |
| 45.      | Miami nemzetközi repülőtér                                 | Miami-Dade megye, Florida                                   | Amerikai Egyesült Államok | MIA/KMIA      | 45 924 466  | 2                                         | 2,0%                                      |
| 46.      | Sanghaj-Hungcsiaói nemzetközi repülőtér                    | Changning-Minhang, Sanghaj                                  | Kína                      | SHA/ZSSS      | 45 637 882  | 2                                         | 4,6%                                      |
| 47.      | George Bush interkontinentális repülőtér                   | Houston, Texas                                              | Amerikai Egyesült Államok | IAH/KIAH      | 44 990 399  | 0                                         | 3,4%                                      |
| 48.      | Csungking Csiangpej nemzetközi repülőtér                   | Yubei, Csungking                                            | Kína                      | CKG/ZUCK      | 44 786 722  | ?                                         | 7,7%                                      |
| 49.      | Sydney-i repülőtér                                         | Mascot, Új-Dél-Wales                                        | Ausztrália                | SYD/YSSY      | 44 446 838  | 3                                         | 0,1%                                      |
| 50.      | Narita nemzetközi repülőtér                                | Narita, Chiba                                               | Japán                     | NRT/RJAA      | 44 340 847  | 0                                         | 4,2%                                      |

## 2018-as statisztika
A világ 50 legforgalmasabb repülőtere utasszám alapján:
| Helyezés | Repülőtér                                                     | Hely                                                         | Ország                    | IATA/ICAO kód | Utasszám    | Helyezés változása | Százalékos változás |
| -------- | ------------------------------------------------------------- | ------------------------------------------------------------ | ------------------------- | ------------- | ----------- | ------------------ | ------------------- |
| 1.       | Hartsfield–Jackson nemzetközi repülőtér                       | Atlanta, Georgia                                             | Amerikai Egyesült Államok | ATL/KATL      | 107 394 029 | 0                  | 3,3%                |
| 2.       | Pekingi nemzetközi repülőtér                                  | Csaojang (Chaoyang)-Sunji (Shunyi), Peking                   | Kína                      | PEK/ZBAA      | 100 983 290 | 0                  | 5,4%                |
| 3.       | Dubaji nemzetközi repülőtér                                   | Garhoud, Dubaj                                               | Egyesült Arab Emírségek   | DXB/OMDB      | 89 149 387  | 0                  | 1,0%                |
| 4.       | Los Angeles-i nemzetközi repülőtér                            | Los Angeles, Kalifornia                                      | Amerikai Egyesült Államok | LAX/KLAX      | 87 534 384  | 1                  | 3,5%                |
| 5.       | Tokió Haneda repülőtér                                        | Óta, Tokió                                                   | Japán                     | HND/RJTT      | 87 131 973  | 1                  | 2,0%                |
| 6.       | O’Hare nemzetközi repülőtér                                   | Chicago, Illinois                                            | Amerikai Egyesült Államok | ORD/KORD      | 83 339 186  | 0                  | 4,4%                |
| 7.       | London-Heathrow-i repülőtér                                   | Hillingdon, London                                           | Egyesült Királyság        | LHR/EGLL      | 80 126 320  | 0                  | 2,7%                |
| 8.       | Hongkongi nemzetközi repülőtér                                | Cheklápkók (Chek Lap Kok), Szigetek, Új területek, Hongkong  | Kína                      | HKG/VHHH      | 74 517 402  | 0                  | 2,6%                |
| 9.       | Sanghaj-Putungi nemzetközi repülőtér                          | Putung, Sanghaj                                              | Kína                      | PVG/ZSPD      | 74 006 331  | 0                  | 5,7%                |
| 10.      | Párizs-Charles de Gaulle repülőtér                            | Roissy-en-France, Île-de-France                              | Franciaország             | CDG/LFPG      | 72 229 723  | 0                  | 4,0%                |
| 11.      | Amszterdam-Schiphol repülőtér                                 | Haarlemmermeer, Észak-Holland                                | Hollandia                 | AMS/EHAM      | 71 053 157  | 0                  | 3,7%                |
| 12.      | Indira Gandhi nemzetközi repülőtér                            | Delhi                                                        | India                     | DEL/VIDP      | 69 900 938  | 4                  | 10,2%               |
| 13.      | Kuangcsou-Pajjün (Guangzhou-Baiyun)i nemzetközi repülőtér     | Pajjün (Baiyun)-Huatu (Huadu), Kanton, Kuangtung (Guangdong) | Kína                      | CAN/ZGGG      | 69 769 497  | 0                  | 6,0%                |
| 14.      | Frankfurti repülőtér                                          | Frankfurt am Main, Hessen                                    | Németország               | FRA/EDDF      | 69 510 269  | 0                  | 7,8%                |
| 15.      | Dallas/Fort Worth nemzetközi repülőtér                        | Dallas-Fort Worth, Texas                                     | Amerikai Egyesült Államok | DFW/KDFW      | 69,112,607  | 3                  | 3,0%                |
| 16.      | Incshon (Incheon)i nemzetközi repülőtér                       | Incshon (Incheon)                                            | Dél-Korea                 | ICN/RKSI      | 68 350 784  | 3                  | 10,0%               |
| 17.      | Atatürk nemzetközi repülőtér                                  | Yeşilköy, Isztambul                                          | Törökország               | IST/LTBA      | 68 192 683  | 2                  | 6,4%                |
| 18.      | Soekarno–Hatta nemzetközi repülőtér                           | Tangerang, Banten                                            | Indonézia                 | CGK/WIII      | 66 908 159  | 1                  | 6,2%                |
| 19.      | Szingapúr-Changi repülőtér                                    | Changi, Keleti régió                                         | Szingapúr                 | SIN/WSSS      | 65 628 000  | 1                  | 5,5%                |
| 20.      | Denveri nemzetközi repülőtér                                  | Denver, Colorado                                             | Amerikai Egyesült Államok | DEN/KDEN      | 64 494 613  | 0                  | 5,1%                |
| 21.      | Szuvarnabhumi nemzetközi repülőtér                            | Bang Phli, Szamutprakan                                      | Thaiföld                  | BKK/VTBS      | 63 378 923  | 0                  | 4,1%                |
| 22.      | John Fitzgerald Kennedy nemzetközi repülőtér                  | Queens, New York, New York                                   | Amerikai Egyesült Államok | JFK/KJFK      | 61 909 148  | 0                  | 4,4%                |
| 23.      | Kuala Lumpur nemzetközi repülőtér                             | Sepang, Selangor                                             | Malajzia                  | KUL/WMKK      | 59 959 000  | 0                  | 2,4%                |
| 24.      | Adolfo Suárez Madrid-Barajas repülőtér                        | Barajas, Madrid                                              | Spanyolország             | MAD/LEMD      | 57 891 340  | 1                  | 8,4%                |
| 25.      | San Franciscó-i nemzetközi repülőtér                          | San Mateo, Kalifornia                                        | Amerikai Egyesült Államok | SFO/KSFO      | 57 793 313  | 1                  | 3,5%                |
| 26.      | Csengtu-Suangliu (Chengdu-Shuangliu)i nemzetközi repülőtér    | Suangliu (Shuangliu)-Vuhou (Wuhou), Csengtu, Szecsuan        | Kína                      | CTU/ZUUU      | 52 950 000  | 0                  | 6,3%                |
| 27.      | Barcelona–El Prat repülőtér                                   | Barcelona                                                    | Spanyolország             | BCN/LEBL      | 50 172 457  | 1                  | 6,1%                |
| 28.      | Cshatrapati Sivádzsi nemzetközi repülőtér                     | Mumbai, Mahárástra                                           | India                     | BOM/VABB      | 49 877 918  | 1                  | 5,7%                |
| 29.      | Seattle–Tacoma nemzetközi repülőtér                           | SeaTac, Washington                                           | Amerikai Egyesült Államok | SEA/KSEA      | 49 849 520  | 2                  | 6,2%                |
| 30.      | Harry Reid nemzetközi repülőtér                               | Las Vegas, Nevada                                            | Amerikai Egyesült Államok | LAS/KLAS      | 49 716 584  | 3                  | 2,4%                |
| 31.      | Toronto Pearson nemzetközi repülőtér                          | Mississauga, Ontario                                         | Kanada                    | YYZ/CYYZ      | 49 507 418  | 1                  | 5,0%                |
| 32.      | Sencsen-Paoan (Shenzhen-Bao'an)i nemzetközi repülőtér         | Paoan (Bao'an), Sencsen (Shenzhen), Kuangtung (Guangdong)    | Kína                      | SZX/ZGSZ      | 49 350 000  | 2                  | 8,2%                |
| 33.      | Benito Juárez nemzetközi repülőtér                            | Venustiano Carranza, Mexikóváros                             | Mexikó                    | MEX/MMMX      | 47 700 547  | 3                  | 6,6%                |
| 34.      | Orlandói nemzetközi repülőtér                                 | Orlando, Florida                                             | Amerikai Egyesült Államok | MCO/KMCO      | 47 696 627  | 5                  | 7,2%                |
| 35.      | Kungming-Csangsuji (Kunming-Changshui-i) nemzetközi repülőtér | Kuantu (Guandu), Kunming, Jünnan (Yunnan)                    | Kína                      | KMG/ZPPP      | 47 090 000  | 2                  | 5,3%                |
| 36.      | Taojüan nemzetközi repülőtér                                  | Tajüan (Dayuan), Taojüan (Taoyuan)                           | Tajvan                    | TPE/RCTP      | 46 535 180  | 1                  | 3,7%                |
| 37.      | Charlotte Douglas nemzetközi repülőtér                        | Charlotte, Észak-Karolina                                    | Amerikai Egyesült Államok | CLT/KCLT      | 46 444 380  | 5                  | 1,1%                |
| 38.      | Müncheni repülőtér                                            | Freising, Bajorország                                        | Németország               | MUC/EDDM      | 46 253 623  | 0                  | 3,8%                |
| 39.      | London–Gatwick repülőtér                                      | Crawley, West Sussex                                         | Egyesült Királyság        | LGW/EGKK      | 46 075 400  | 6                  | 1,1%                |
| 40.      | Newark Liberty nemzetközi repülőtér                           | Newark, New Jersey                                           | Amerikai Egyesült Államok | EWR/KEWR      | 46 065 175  | 3                  | 6,2%                |
| 41.      | Seremetyjevói nemzetközi repülőtér                            | Himki, Moszkvai terület                                      | Oroszország               | SVO/UUEE      | 45 836 000  | 9                  | 14,3%               |
| 42.      | Ninoy Aquino nemzetközi repülőtér                             | Pasay/Parañaque, Metro Manila                                | Fülöp-szigetek            | MNL/RPLL      | 45 082 544  | 2                  | 6,7%                |
| 43.      | Miami nemzetközi repülőtér                                    | Miami-Dade megye, Florida                                    | Amerikai Egyesült Államok | MIA/KMIA      | 45 044 312  | 3                  | 2,1%                |
| 44.      | Phoenix Sky Harbor nemzetközi repülőtér                       | Phoenix, Arizona                                             | Amerikai Egyesült Államok | PHX/KPHX      | 44 943 686  | 3                  | 2,2%                |
| 45.      | Hszian-Hszienjang (Xi'an Xianyang)i nemzetközi repülőtér      | Vejcseng (Weicheng), Hszienjang (Xianyang), Senhszi (Shenxi) | Kína                      | XIY/ZLXY      | 44 653 311  | 1                  | 6,2%                |
| 46.      | Sydney-i repülőtér                                            | Mascot, Új-Dél-Wales                                         | Australia                 | SYD/YSSY      | 44 389 000  | 4                  | 5,4%                |
| 47.      | George Bush interkontinentális repülőtér                      | Houston, Texas                                               | Amerikai Egyesült Államok | IAH/KIAH      | 43 807 539  | 1                  | 7,6%                |
| 48.      | Sanghaj-Hungcsiaói (Shanghai-Hongqiaói) nemzetközi repülőtér  | Csangning (Changning)-Minhang, Sanghaj                       | Kína                      | SHA/ZSSS      | 43 630 000  | 2                  | 4,2%                |
| 49.      | Róma-Fiumicino nemzetközi repülőtér                           | Róma-Fiumicino, Lazio                                        | Olaszország               | FCO/LIRF      | 42 995 119  | 1                  | 4,9%                |
| 50.      | São Paulo-Guarulhos nemzetközi repülőtér                      | Guarulhos, São Paulo                                         | Brazília                  | GRU/SBGR      | 42 831 981  | ?                  | 13,4%               |